# Life on Other Planets
Life on Other Planets è il quarto album discografico in studio del gruppo musicale alternative rock inglese Supergrass, pubblicato nel 2002.

## Tracce
1. Za – 3:04
2. Rush Hour Soul – 2:55
3. Seen the Light – 2:25
4. Brecon Beacons – 2:56
5. Can't Get Up – 4:02
6. Evening of the Day – 5:18
7. Never Done Nothing Like That Before – 1:43
8. Funniest Thing – 2:29
9. Grace – 2:30
10. La Song – 3:43
11. Prophet 15 – 4:05
12. Run – 5:28

## Formazione
- Gaz Coombes - voce, chitarra
- Mick Quinn - basso, voce
- Rob Coombes - tastiere
- Danny Goffey - batteria, cori

## Classifiche
- Official Albums Chart - #9[1]